# Norman Palmer
Norman Palmer (* 7. Oktober 1918 in Santa Ana, Kalifornien; † 23. März 2013 in Northridge, Kalifornien) war ein US-amerikanischer Filmeditor, der in seiner über 30-jährigen Filmkarriere bei mehr als 20 Kino-, Fernseh und Dokumentarfilm-Produktionen den Filmschnitt ausführte. Darunter Disney-Klassiker wie Die Wüste lebt, Weiße Wildnis, Die abenteuerliche Reise ins Zwergenland, Ein Frechdachs im Maisbeet oder Zotti, das Urviech.

## Leben und Karriere
Geboren 1918 in Santa Ana im Bundesstaat Kalifornien, studierte Palmer an der Hollywood High School und erhielt danach einen Vertrag bei der Walt Disney Company zuerst als einfacher Mitarbeiter und Vorführer. Nach sechs Monaten zog es ihn in die Redaktion, wo er bei den 1940 animierten Klassikern Pinocchio und Fantasia auch andere Bereiche kennenlernte. Während des Zweiten Weltkriegs arbeitete Palmer mit dem Regisseur John Ford im Foto-Bereich der United States Navy zusammen und bearbeitete dort Filme für die Joint Chiefs of Staff in Washington. Später war er auch im Ausland als Fotograf bei Aufklärungs-Missionen im Einsatz. Im Jahr 1946 kehrte Palmer zu Disneys Schnitt-Department zurück, wo er seine spätere Frau Barbara Major kennenlernte. Sie heirateten am 4. Dezember 1947 und waren 52 Jahre verheiratet.
Norman Palmer arbeitete während seines 45-jährigen Aufenthalts bis 1983 in den Walt Disney Studios bei Abenteuerfilmen, Naturdokumentationen, Live-Action-Filmen und TV-Shows. Er begann 1950 mit Dokumentar-Kurzfilmen für den Regisseur James Algar wie Im Tal der Biber und Erde, die große Unbekannte. Während der 1950er Jahre entstand so seine produktivste Phase und Palmer kam insgesamt bei acht Dokumentarfilmen als Editor zum Einsatz. Darunter Produktionen wie Die Wüste lebt, Geheimnisse der Steppe, Weiße Wildnis oder Wilde Katzen.
In den 1960er und 1970er Jahren war er auch für Walt Disneys Realfilme aktiv. So zeichnete er verantwortlich für den Schnitt für Fletcher Markles Die unglaubliche Reise, (1963), für Robert Stevensons Die abenteuerliche Reise ins Zwergenland, (1967) für Frank Zunigas Ein Wolf kehrt zurück (1976) oder für Norman Tokars Filme wie Ein Frechdachs im Maisbeet (1969) und Zotti, das Urviech (1976).
Für seinen Freund den Regisseur James Algar betreute Norman Palmer zwischen den Jahren 1950 und 1975 insgesamt acht Filme. Die Episode Disney Animation: The Illusion of Life der US-amerikanischen Fernsehserie Disneyland war 1981 schließlich Palmers letzte Arbeit als Editor.
Norman Palmer verstarb am 23. März 2013 im Alter von 94 Jahren in seinem Haus in Northridge. Seine Schwester Adele Palmer arbeitete als Kostümbildnerin ebenfalls beim Film.

## Filmografie (Auswahl)

### Dokumentarfilm
- 1950: Im Tal der Biber (Beaver Valley)
- 1951: Erde, die große Unbekannte (Nature’s Half Acre)
- 1952: Wasservögel (Water Birds)
- 1953: Die Wüste lebt (The Living Desert)
- 1955: Geheimnisse der Steppe (The African Lion)
- 1958: Weiße Wildnis (White Wilderness)
- 1958: Grand Canyon
- 1959: Wilde Katzen (Jungle Cat)
- 1975: Abenteuer der Natur (The Best of Walt Disney’s True-Life Adventures)
- 1978: NBC Salutes the 25th Anniversary of the Wonderful World of Disney

### Kino
- 1960: Ten Who Dared
- 1962: Lobo, der Wolf (The Legend of Lobo)
- 1963: Die unglaubliche Reise (The Incredible Journey)
- 1967: Die abenteuerliche Reise ins Zwergenland (The Gnome-Mobile)
- 1969: Ein Frechdachs im Maisbeet (Rascal)
- 1976: Zotti, das Urviech (The Shaggy D.A.)
- 1980: Wahnsinnsjagd um Mitternacht (Midnight Madness)

### Fernsehen
- 1954–1981: Disneyland (Fernsehserie) (Acht Episoden)
- 1976: Ein Wolf kehrt zurück (The Flight of the Grey Wolf)
- 1980: The Ghosts of Buxley Hall